# Französische Rugby-Union-Meisterschaft 2007/08
Die Saison 2007/08 war die 109. Austragung der französischen Rugby-Union-Meisterschaft (französisch Championnat de France de rugby à XV). Sie umfasste 14 Mannschaften in der obersten Liga Top 14 und 16 Mannschaften in der zweithöchsten Liga Pro D2.

## Top 14
Die reguläre Saison der Top 14 umfasste 26 Spieltage (je eine Vor- und Rückrunde). Sie begann am 26. Oktober 2007 (wegen der Weltmeisterschaft 2007 rund zwei Monate später als üblich) und dauerte bis zum 14. Juni 2008. Die vier bestplatzierten Mannschaften qualifizierten sich für das Halbfinale. Im Endspiel, das am 28. Juni 2008 im Stade de France in Saint-Denis stattfand, spielten die Halbfinalsieger um den Bouclier de Brennus. Dabei setzte sich Stade Toulousain gegen die ASM Clermont Auvergne durch und errang zum 17. Mal den Meistertitel. Der letztplatzierte FC Auch musste in die Pro D2 absteigen, während der SC Albi aus finanziellen Gründen zwangsrelegiert wurde. Dadurch entging die an zweitletzter Stelle liegende US Dax dem Abstieg.

### Tabelle
M = Amtierender Meister

A = Aufsteiger
|     | Team                  | Spiele | Siege | Unent. | Ndlg. | Spiel- punkte | Diff. | Bonus- punkte | Tabellen- punkte |
| --- | --------------------- | ------ | ----- | ------ | ----- | ------------- | ----- | ------------- | ---------------- |
| 1.  | ASM Clermont Auvergne | 26     | 20    | 0      | 6     | 773:380       | + 393 | 16            | 96               |
| 2.  | Stade Toulousain      | 26     | 19    | 0      | 7     | 723:394       | + 329 | 15            | 91               |
| 3.  | Stade Français (M)    | 26     | 18    | 0      | 8     | 617:417       | + 200 | 8             | 80               |
| 4.  | USA Perpignan         | 26     | 17    | 2      | 7     | 531:392       | + 139 | 7             | 79               |
| 5.  | Castres Olympique     | 26     | 15    | 0      | 11    | 564:524       | + 40  | 9             | 69               |
| 6.  | Biarritz Olympique    | 26     | 13    | 1      | 12    | 385:339       | + 46  | 12            | 66               |
| 7.  | US Montauban          | 26     | 13    | 0      | 13    | 420:446       | − 26  | 11            | 63               |
| 8.  | Montpellier RC        | 26     | 14    | 0      | 12    | 426:490       | − 64  | 5             | 61               |
| 9.  | Aviron Bayonnais      | 26     | 11    | 1      | 14    | 457:535       | − 78  | 8             | 54               |
| 10. | CS Bourgoin-Jallieu   | 26     | 10    | 2      | 14    | 453:526       | − 73  | 8             | 52               |
| 11. | CA Brive              | 26     | 10    | 0      | 16    | 425:514       | − 89  | 11            | 51               |
| 12. | SC Albi               | 26     | 9     | 1      | 16    | 415:549       | − 134 | 10            | 48               |
| 13. | US Dax (A)            | 26     | 6     | 1      | 19    | 314:645       | − 331 | 8             | 34               |
| 14. | FC Auch (A)           | 26     | 3     | 0      | 23    | 336:688       | − 352 | 7             | 19               |

1. ↑  Wegen eines zu hohen Defizits wurde der SC Albi zwangsrelegiert; die Ligue nationale de rugby wies den Rekurs ab.

Die Punkte werden wie folgt verteilt:
- 4 Punkte bei einem Sieg
- 2 Punkte bei einem Unentschieden
- 0 Punkte bei einer Niederlage (vor möglichen Bonuspunkten)
- 1 Bonuspunkt bei drei erfolgreichen Versuchen mehr als der Gegner
- 1 Bonuspunkt bei einer Niederlage mit weniger als sieben Punkten Unterschied

### Finalphase

#### Halbfinale
| 21. Juni 2008 17:00 | ASM Clermont Auvergne | 21 : 7         | USA Perpignan                                              | Stade Vélodrome, Marseille Zuschauer: 55.042 |
| 21. Juni 2008 17:00 | Versuche: Nalaga 23. erh., 47. n.erh. Erhöhungen: James (1/2) Straftritte: James (2/3) 21., 40. Dropgoals: James (1/1) 10. | (16:0) Bericht | Versuche: Laharrague 63. erh. Erhöhungen: Montgomery (1/1) | Stade Vélodrome, Marseille Zuschauer: 55.042 |

| 22. Juni 2008 15:15 | Stade Toulousain | 31 : 13       | Stade Français                                                                              | Stade Chaban-Delmas, Bordeaux Zuschauer: 33.147 |
| 22. Juni 2008 15:15 | Versuche: Médard 44. erh. Jauzion (2) 56. erh., 60. n.erh. Erhöhungen: Élissalde (1/1) Kunavore (1/1) Straftritte: Élissalde (2/2) 20., 22. Dropgoals: Kunavore (1/1) 48. | (6:3) Bericht | Versuche: Fillol 73. erh. Erhöhungen: Hernández (1/1) Straftritte: Hernández (2/2) 24., 52. | Stade Chaban-Delmas, Bordeaux Zuschauer: 33.147 |

#### Finale
| 28. Juni 2008 21:00 | ASM Clermont Auvergne                                                                                        | 20 : 26         | Stade Toulousain | Stade de France, Saint-Denis Zuschauer: 79.793 Schiedsrichter: Éric Darrière |
| 28. Juni 2008 21:00 | Versuche: Rougerie 20. erh. Sirakaschwili 80. erh. Erhöhungen: James (2/2) Straftritte: James (2/2) 13., 69. | (10:10) Bericht | Versuche: Servat 17. erh. Médard 60. erh. Erhöhungen: Élissalde (2/2) Straftritte: Élissalde (2/3) 33., 56. Kunavore (1/1) 74. Courrent (1/1) 79. | Stade de France, Saint-Denis Zuschauer: 79.793 Schiedsrichter: Éric Darrière |

| 15                 | Benoît Baby           | 65. |
| 14                 | Aurélien Rougerie (c) |     |
| 13                 | Gonzalo Canale        | 52. |
| 12                 | Marius Joubert        |     |
| 11                 | Napolioni Nalaga      |     |
| 10                 | Brock James           |     |
| 09                 | Pierre Mignoni        |     |
| 08                 | Elvis Vermeulen       | 62. |
| 07                 | Alexandre Audebert    |     |
| 06                 | Julien Bonnaire       |     |
| 05                 | Thibaut Privat        | 66. |
| 04                 | Jamie Cudmore         | 56. |
| 03                 | Laurent Emmanuelli    | 52. |
| 02                 | Mario Ledesma         | 68. |
| 01                 | Dawit Sirakaschwili   |     |
| Auswechselspieler: |                       |     |
| 16                 | John Smit             | 68. |
| 17                 | Thomas Domingo        | 52. |
| 18                 | Loïc Jacquet          | 66. |
| 19                 | Christophe Samson     | 56. |
| 20                 | Sam Broomhall         | 62. |
| 21                 | Seremaia Bai          | 52. |
| 22                 | Anthony Floch         | 65. |

| 15                 | Maxime Médard           |     |
| 14                 | Yves Donguy             |     |
| 13                 | Maleli Kunavore         | 78. |
| 12                 | Yannick Jauzion         |     |
| 11                 | Cédric Heymans          |     |
| 10                 | Jean-Baptiste Élissalde | 62. |
| 09                 | Byron Kelleher          |     |
| 08                 | Shaun Sowerby           | 76. |
| 07                 | Thierry Dusautoir       | 56. |
| 06                 | Jean Bouilhou (c)       |     |
| 05                 | Fabien Pelous           | 65. |
| 04                 | Patricio Albacete       |     |
| 03                 | Daan Human              |     |
| 02                 | William Servat          | 78. |
| 01                 | Omar Hasan              | 56. |
| Auswechselspieler: |                         |     |
| 16                 | Jean-Baptiste Poux      | 56. |
| 17                 | Alberto Vernet Basualdo | 78. |
| 18                 | Romain Millo-Chluski    | 65. |
| 19                 | Grégory Lamboley        | 76. |
| 20                 | Finau Maka              | 56. |
| 21                 | Valentin Courrent       | 78. |
| 22                 | Florian Fritz           | 62. |

### Statistik

#### Meiste erzielte Versuche
|    | Name                           | Versuche | Verein                |
| -- | ------------------------------ | -------- | --------------------- |
| 1. | Napolioni Nalaga               | 18       | ASM Clermont Auvergne |
| 2. | Maxime Médard                  | 14       | Stade Toulousain      |
| 3. | Aurélien Rougerie              | 11       | ASM Clermont Auvergne |
| 4. | Jean-Baptiste Peyras-Loustalet | 9        | Aviron Bayonnais      |
| 5. | Takudzwa Ngwenya               | 8        | Biarritz Olympique    |

#### Meiste erzielte Punkte
|    | Name                  | Punkte | Verein                |
| -- | --------------------- | ------ | --------------------- |
| 1. | Brock James           | 303    | ASM Clermont Auvergne |
| 2. | Richard Dourthe       | 245    | Aviron Bayonnais      |
| 3. | Juan Martín Hernández | 224    | Stade Français        |
| 4. | Romain Teulet         | 219    | Castres Olympique     |
| 5. | Fabien Fortassin      | 217    | US Montauban          |

## Pro D2
Die reguläre Saison der Pro D2 umfasste 30 Spieltage (je eine Vor- und Rückrunde). Sie begann am 27. Oktober 2007 und dauerte bis zum 21. Mai 2008. Als bestplatzierte Mannschaft stieg der RC Toulon direkt in die Top 14 auf. Die Mannschaften auf den Plätzen 2 bis 5 bestritten ein Playoff und den zweiten Aufstiegsplatz. Diesen sicherte sich Stade Montois. Der Blagnac SC und die USA Limoges mussten in die Amateurliga Fédérale 1 absteigen.

### Tabelle
T = Absteiger Top 14

F = Aufsteiger Fédérale 1
|     | Team                         | Spiele | Siege | Unent. | Ndlg. | Spiel- punkte | Diff. | Bonus- punkte | Tabellen- punkte |
| --- | ---------------------------- | ------ | ----- | ------ | ----- | ------------- | ----- | ------------- | ---------------- |
| 1.  | RC Toulon                    | 30     | 22    | 1      | 7     | 873:495       | + 378 | 16            | 106              |
| 2.  | Racing Métro 92              | 30     | 21    | 1      | 8     | 683:426       | + 257 | 13            | 99               |
| 3.  | Stade Montois                | 30     | 19    | 3      | 8     | 582:488       | + 94  | 7             | 89               |
| 4.  | Lyon Olympique Universitaire | 30     | 17    | 0      | 13    | 604:424       | + 180 | 15            | 83               |
| 5.  | Atlantique Stade Rochelais   | 30     | 17    | 0      | 13    | 540:443       | + 97  | 13            | 81               |
| 6.  | AS Béziers                   | 30     | 17    | 2      | 11    | 556:505       | + 51  | 9             | 81               |
| 7.  | SU Agen (T)                  | 30     | 17    | 2      | 11    | 575:430       | + 145 | 9             | 81               |
| 8.  | FC Grenoble                  | 30     | 16    | 2      | 12    | 506:454       | + 52  | 9             | 77               |
| 9.  | US Oyonnax                   | 30     | 16    | 0      | 14    | 612:545       | + 67  | 9             | 73               |
| 10. | Section Paloise              | 30     | 14    | 0      | 16    | 533:576       | − 43  | 13            | 69               |
| 11. | Stade Aurillacois (F)        | 30     | 14    | 0      | 16    | 609:691       | − 82  | 10            | 66               |
| 12. | USB-CABBG                    | 30     | 12    | 1      | 17    | 468:526       | − 58  | 11            | 61               |
| 13. | RC Narbonne (T)              | 30     | 12    | 1      | 17    | 503:626       | − 123 | 7             | 57               |
| 14. | Tarbes Pyrénées Rugby        | 30     | 8     | 1      | 21    | 428:721       | − 293 | 11            | 45               |
| 15. | USA Limoges                  | 30     | 5     | 2      | 23    | 340:791       | − 451 | 7             | 31               |
| 16. | Blagnac SCR (F)              | 30     | 4     | 2      | 24    | 469:756       | − 287 | 7             | 27               |

Die Punkte werden wie folgt verteilt:
- 4 Punkte bei einem Sieg
- 2 Punkte bei einem Unentschieden
- 0 Punkte bei einer Niederlage (vor möglichen Bonuspunkten)
- 1 Bonuspunkt bei drei erfolgreichen Versuchen mehr als der Gegner
- 1 Bonuspunkt bei einer Niederlage mit weniger als sieben Punkten Unterschied

### Playoff um den zweiten Aufstiegsplatz
Halbfinale
| Datum         | Begegnung                                    | Ergebnis |
| ------------- | -------------------------------------------- | -------- |
| 15. Juni 2008 | Stade Montois – Lyon Olympique Universitaire | 12:06    |
| 15. Juni 2008 | Racing Métro 92 – Atlantique Stade Rochelais | 23:17    |

Finale
| Datum         | Begegnung                       | Ergebnis |
| ------------- | ------------------------------- | -------- |
| 21. Juni 2008 | Racing Métro 92 – Stade Montois | 23:32    |